# Administración remota

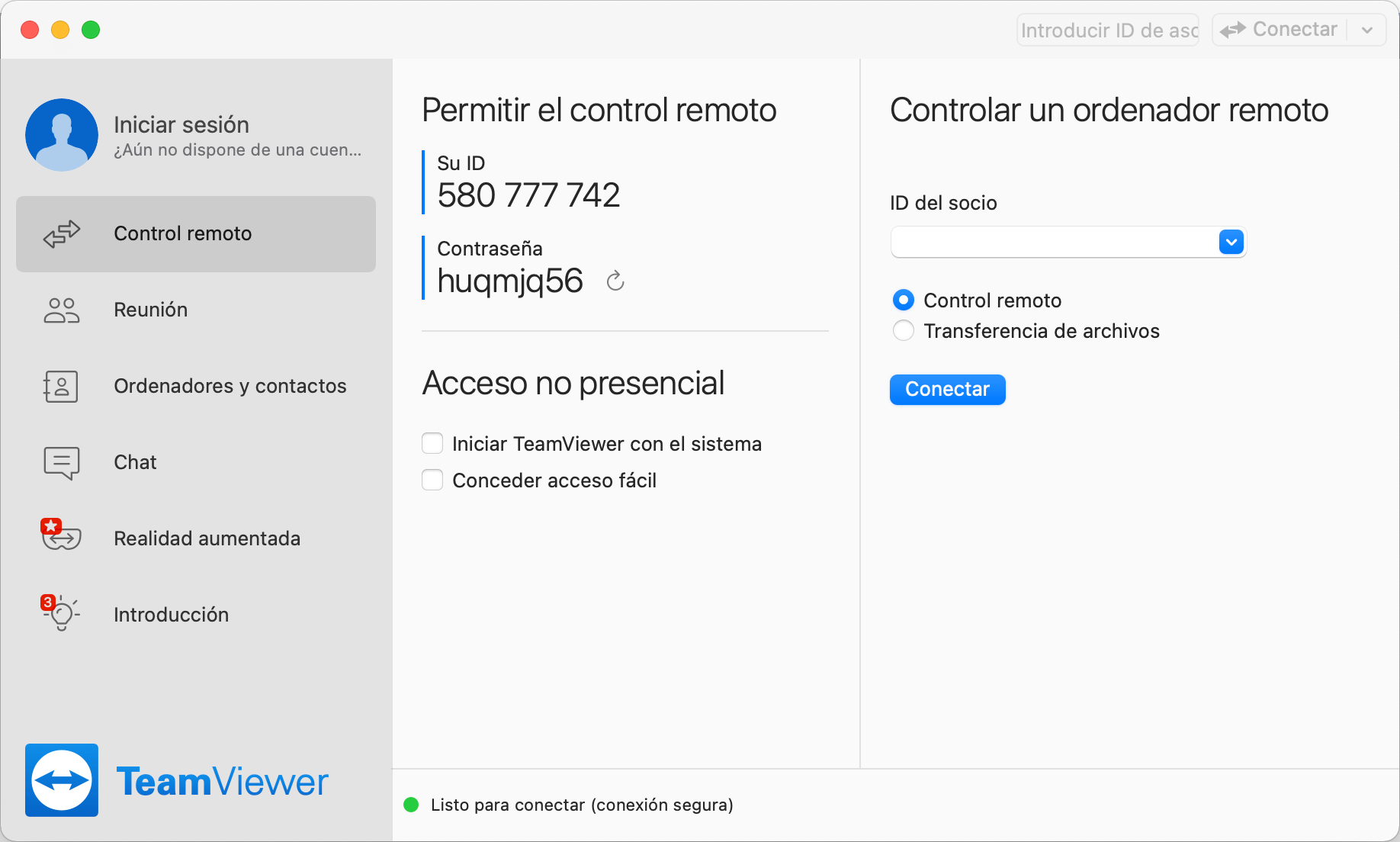
Control remoto mediante el programa TeamViewer.

En informática, se considera administración remota a la funcionalidad de algunos programas que permiten realizar ciertos tipos de acciones desde un equipo local y que las mismas se ejecuten en otro equipo remoto...
Por ejemplo, con una herramienta o aplicación de administración remota, el responsable de una red informática puede acceder a otra computadora para ver si la misma tiene problemas, sin necesidad de moverse de su escritorio.

## Herramientas de administración remota
Las herramientas de administración remota, también conocidas como RAT (del inglés Remote Administration Tools), son programas usados para conectarse a un ordenador remoto a través de una red y ejecutar las actividades deseadas. Por su propia naturaleza son herramientas habituales de los hackers para controlar remotamente máquinas infectadas con algún tipo de malware que aporta funcionalidad.
Entre las propuestas más frecuente podemos destacar:
- AnalogX TSDropCopy: Es una herramienta simple, pero extremadamente útil para todos aquellos administradores de servidores que acceden a los mismos mediante los servicios de terminal remota de Windows 2000. Programa Libre.
- EMCO Remote Desktop: Es una herramienta de administración que permite conectarse a un PC remoto e interactuar con el mismo. Programa de pago.
- epAssist Personal Assistant v2.01: Permite chequeando el correo electrónico de tu oficina en la computadora de tu casa, o chequear el correo electrónico de tu casa desde la casa de tus amigos, o pidiéndole a tu máquina que te envíe archivos específicos. Ahora es un programa de pago.
- Goverlan Remote Administration Suite: Conjunto completo de herramientas de software diseñadas para proporcionar soporte técnico, servicios de escritorio remoto, servicios de administración de escritorio de la empresa y servicios de gestión de Active Directory para equipos basados en Microsoft Windows. Permite ejecutar programas, transferir archivos, iniciar sesiones de chat, acceder a WMI y reiniciar/apagar la máquina remota. Programa de pago que dispone de una versión de evaluación.
- Ideal Administration 4.40: Ideal Administration ofrece una estación de administración centralizada para los dominios basados en Windows NT/2000, en donde el trabajo como administrador será mucho más sencillo. Programa de pago.
- Mobile Administrator 1.0.25: Mobile Administrator permite tener control de tu ordenador desde cualquier lugar usando dispositivos portátiles tales como Palm Pilots, PC basados en Windows CE, Teléfonos Celulares y cualquier dispositivo WAP disponible conectado a Internet. Programa de pago.
- PC Remote Control 4.0.0.180: PC Remote Control es una pequeña aplicación que permite controlar un PC a través de diferentes procedencias. Programa de pago.
- Radmin Remote Administrator 3.4: Remote Administrator permite manejar vía Internet cualquier ordenador como si se lo tuviera al lado. Se pueden ejecutar programas, transferir archivos y hasta reiniciar o apagar la máquina remota. Actualmente de pago y dispone de una versión de evaluación, mediante la que puedes experimentar durante 30 días la aplicación sin restricciones.
- Remote Shutdown 1.0: Remote Shutdown te brinda la posibilidad de poder reiniciar cualquier sistema NT/2000/XP remotamente si tienes derechos de administrador de red.
- Adzok: Administrador Remoto desarrollado en Java, multiplataforma, permite vía Internet controlar el ordenador, copiar archivos y varias funciones más. Adzok Pro es de pago aunque también existen versiones gratis.
- Meterpreter de Metasploit. Es una herramienta de administración remota especialmente diseñada para su uso en malware para conseguir un sistema administración remota oculta disponible para su uso por un atacante.[2]